# Prince Regent (DLR)
Prince Regent is een station van de Docklands Light Railway in de Londense borough Newham. Het station werd in 1994 in gebruik genomen. Het ligt tussen de stations Custom House en Royal Albert.